# Affaire de mœurs

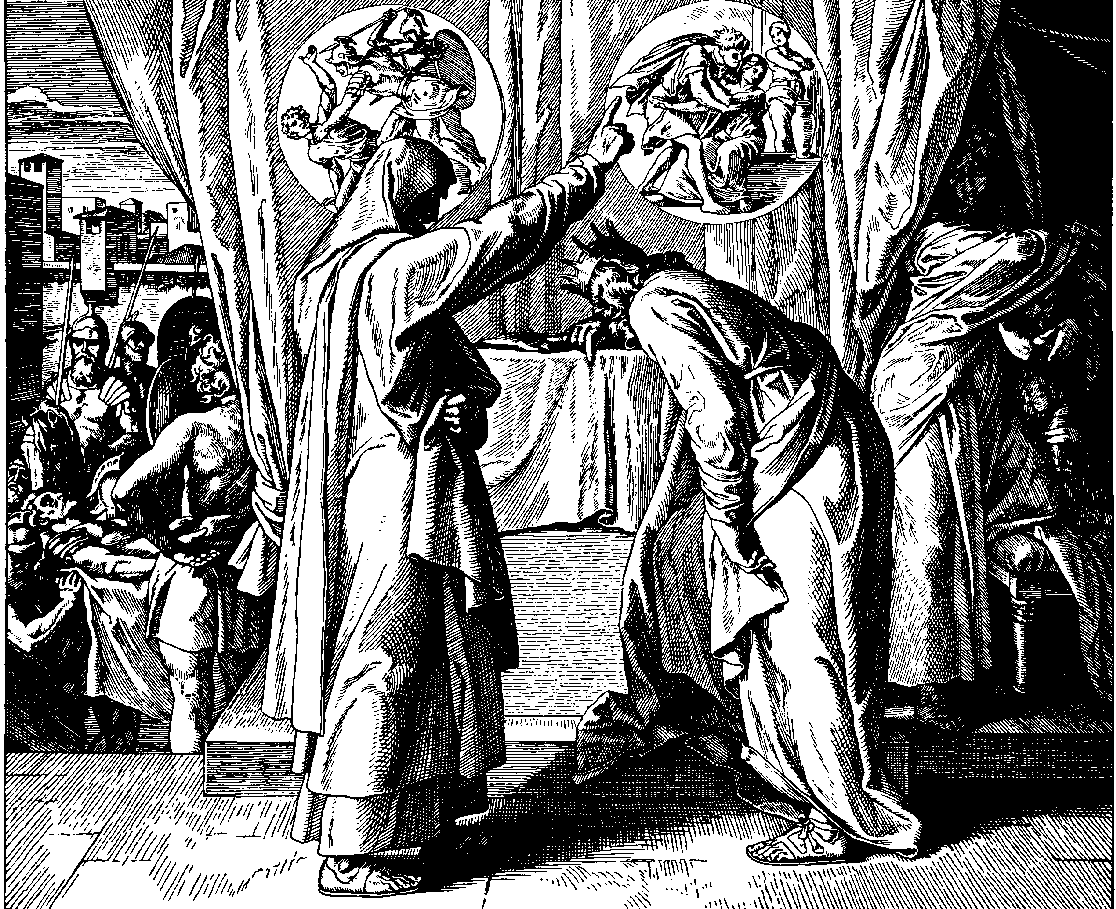
Nathan confronte David à propos de son scandale sexuel avec Bethsabée, la femme d'Urie le Hittite, en disant « par cet acte, vous avez donné occasion aux ennemis de l'Éternel de blasphémer ».

Une affaire de mœurs est un scandale sexuel non conforme à la loi, à la moralité, à la religion ou à la culture d'un pays.
Le plus souvent liée à l'adultère, elle peut être passible de poursuites judiciaires.

## Quelques affaires célèbres
- L'affaire des ballets roses en 1959, où été notamment mêlé l'ancien président de l'Assemblée nationale André Le Troquer. Cette affaire de pédophilie est qualifiée de « premier scandale de la Cinquième république »[1].
- Bill Clinton, alors président des États-Unis en 1999, qui a eu des relations sexuelles avec Monica Lewinsky, une stagiaire de la Maison-Blanche[2].
- Le golfeur Tiger Woods fin 2009, après que la presse a révélé ses nombreux adultères[3].
- En 2010 éclate le scandale sexuel des employés du Vatican en 2010 qui défraya la chronique,
- En avril 2010, plusieurs joueurs de l'équipe de France de football accusés d'avoir eu des relations sexuelles avec Zahia Dehar, une prostituée mineure[4].
- En 2017, scandale Weinstein dont le retentissement a des répercussions sociétales sur le sujet du harcèlement sexuel.
- en 2024, l'affaire Baltasar Ebang Engonga.